# República Dominicana nos Jogos Olímpicos de Verão de 1984
A República Dominicana competiu nos Jogos Olímpicos de Verão de 1984, realizados em Montreal, Canadá.